# Trochiliopora
Trochiliopora is een monotypisch mosdiertjesgeslacht uit de familie van de Lichenoporidae en de orde Cyclostomatida.

## Soort
- Trochiliopora bartschi Canu & Bassler, 1929